# WWE SmackDown vs. Raw 2009
WWE SmackDown vs. Raw 2009 è il decimo capitolo della serie di videogame di wrestling realizzata dalla THQ sulla World Wrestling Entertainment; tale videogioco rappresenta il seguito di WWE SmackDown vs. Raw 2008. La produzione del gioco fu annunciata ufficialmente il 27 marzo 2008 da IGN e dalla THQ. Il gioco è stato sviluppato da YUKE's Future Media Creators, mentre lo sviluppo della versione per Nintendo DS è stato effettuato dalla TOSE. Il primo trailer ufficiale del gioco raffigura Randy Orton, Mr. Kennedy, Matt Hardy e Jeff Hardy. Dopo "So don't just watch, live it" dell'edizione 2007, e "How will you play" di quella 2008, il motto del videogame di quest'anno è "Alone you're great, together you're unstoppable", evidenziando come innovazione l'introduzione delle Tag Team Finisher.
Il gioco è disponibile per le seguenti piattaforme: PlayStation 3, Xbox 360, PlayStation 2, PlayStation Portable, Wii, Nintendo DS. Il sequel è WWE SmackDown vs. Raw 2010.

## Funzioni principali del gioco
- Finalmente è possibile creare la propria Finisher Move, ed è possibile assegnarla al proprio wrestler creato oppure a un wrestler già esistente. La Create A Finisher Mode si presenta con più di 500 animazioni da inserire in 10 passi che andranno a completare il nostro "capolavoro". Nel primo passo bisogna scegliere tra una lista di mosse disponibili. Muovendosi con L1/R1 visualizzeremo le diverse sottocategorie come manovre che fanno sanguinare, taunts, prese, colpi diretti, eccetera. Nei passi successivi appunto definiremo man mano ogni dettaglio della nostra mossa, dalla velocità di esecuzione alle taunt o all'eventuale schienamento, eccetera. Per il nome, si potrà assegnare uno di quelli pre assegnati se vorremo che i commentatori l'annunceranno una volta eseguita nel match, oppure potremo anche dare alla manovra un nome nostro personalizzato. La Create a Finisher, sarà eseguibile soltanto dalla "Standing Position" ovvero con un avversario in piedi di fronte a sé. Potremo salvare fino a un massimo di 30 finisher. Ecco la lista dei nomi predefiniti selezionabili: Aneurysm, Aztec Suplex, Beldigo, Black Tiger Bomb, Burning Hammer, Chaos Theory, Cliffhanger, Demon Horns, Driller, Falcon Arrow, Flatliner, Ghetto Blaster, Go Home Driver, Hydroplane, Impact Driver, Money Maker, Original Sin, Package Piledriver, Perfect Driver, Psycho Driver, Rising Sun, Royal Mutilation, Shock Drop, The Destroyer, The Finisher, Third Degree, Tiger Driver, Torture Rack, Uber Driver, WMD.
- Nei Tag Team Match, sono stati inseriti un'infinità di diverse animazioni, mosse combinate, finisher di coppia, e molto altro ancora, che servirà a rendere il tutto di gran lunga più realistico. Sarà possibile anche interagire più attivamente con il partner illegale, distraendo l'arbitro e permettendo al compagno anche di usare oggetti non consentiti, nel periodo in cui il direttore di gara non guarda. Inoltre ad esempio al partner illegale sarà possibile abbassare la terza corda quando l'avversario viene lanciato contro le stesse, di modo da farlo terminare fuori dal ring. Ci sarà un numero elevatissimo di mosse combinate e 20 Tag Team Finisher (come Twist Of Fate + Swanton Bomb), che andranno assegnate al Team nel "Create A Stable", che quest'anno si chiamerà Team Management. I Tag Team inoltre condivideranno la barra del Momentum, che appunto sarà unica e non diversa per i due wrestler. Spettacolare la situazione di Hot Tag. Tutti i miglioramenti saranno supportati nei six-man tag match, come in tutti i match di coppia con regole classiche. Come i One on Tag, One on Trio, e Tag on Trio Handicap Match.

e, come tanto richiesto dai fans, nel prossimo gioco le storyline saranno più adeguate per ogni diversa Superstar.
- La General Manager Mode non sarà più presente nel gioco.
- Per quanto riguarda la Road To WrestleMania, è stato annunciato che ci saranno sei diverse storyline che potremo affrontare, con i seguenti wrestler: Triple H, CM Punk, Undertaker, John Cena, Chris Jericho, e il tag team composto da Batista e Rey Mysterio. Alcune "minisfide" da portare a termine durante la RTW sbloccheranno contenuti bonus, come personaggi nascosti, nuovi tipi di match, ecc. Le sei storyline avranno una durata complessiva di 14 ore, escludendo ovviamente i percorsi e i finali multipli.

## Road To Wrestlemania Mode

### RTW di Triple H
La RTW di Triple H ha inizio a Raw dove Triple H diventa il N.1 Contender al titolo Wwe detenuto da Randy Orton, battendo in un triple Treath Match Edge & Mr.Kennedy, quest'ultimi decidono di attaccarlo a fine match ma verrà in suo soccorso Randy Orton, i due decideranno di metter da parte i propri rancori e faranno squadra contro Edge & Mr.Kennedy alla Rumble dove i due ne usciranno vincitori, nella stessa sera Shawn Michaels vince la Rumble e decide di sfidare Randy Orton per il prossimo Ppv No Way Out, nel corso delle settimane che seguono prima di No Way Out sia Orton che Hbk cercheranno di portare di Triple H dalla loro parte con l'intento o di riformare L'Evolution o La D-Generation X arrivati a No Way Out toccherà al giocatore se scegliere di allearsi o con Orton o con Shawn Michaels, se sceglieremo di aiutare Orton a difendere il titolo Wwe riformeremo l'Evolution insieme a Orton stesso, Batista e Ric Flair e nel mentre inizieremo una breve ma intensa faida con Hbk, con passare del tempo Triple H si rende 
conto che riformare l'Evolution è solo un patetico tentativo di Orton di conservare il suo titolo ai danni di Triple H, scoperto l'inghippo inizieremo una faida con Randy Orton per il titolo Wwe faida che si concluderà a Wrestlemania dove Triple H conquisterà il titolo Wwe, se invece si decide di aiutare Shaw Michaels, HBK di conquista il titolo Wwe, riformeremo la DX è inizieremo una faida contro l'Evolution, al termine della faida viene annunciato che a Wrestlemania, Triple H affronterà Shaw Michaels per il titolo Wwe dopo un duro e combatuttissimo match, Triple H avrà la meglio sull'amico conquistando il titolo e nel finale i due festeggiano assieme ai fan

### RTW di John Cena
La RTW di John Cena a inizio al Tribute to the Troops dove sconfiggerà MvP, quest'ultimo dopo l'ennessima batosta si dice "Stanco" degli stati uniti e di John Cena, e di come lui e altri wrestler vengano messi da parte per far sì in modo che gente come Cena si prenda le luci della ribalta, nel corso delle settimane che seguono MvP insieme a William Regal e Umaga forma l'Utopia una stable di Heel con l'intento di sconfiggere John Cena, nel corso delle settimane seguenti John Cena inizierà una vera e propria guerra con MvP e la sua stable il tutto porterà a uno scontro tra i due a Wrestlemania dove John Cena avrà la meglio su MvP smattelando una volta per tutte la sua stable grazie anche all'aiuto di Tony un soldato degli stati uniti nonché grande amico di John Cena attacco in precedenza da Mvp e dalla sua Stable 

### RTW di Cm Punk
La RTW di Cm Punk ha inizio in Ecw dove lo stesso Punk diventa il N.1 Contender al titolo Ecw detenuto da Tommy Dreamer, i due si affrontano in un extreme rules match per il titolo Ecw alla Royal Rumble, il Match viene vinto da Punk che però infortunia gravemente Tommy Dreamer, la cosa non viene presa per niente bene dai dirigenti sia della Wwe che della Ecw che decidono di privare Punk del titolo e di bandire l'Extreme rules Match, nel corso delle settimane che seguono viene annunciato un torneo per decretare il nuovo campione Ecw,al tornero vi partecipa anche Punk che però sotto consiglio da parte di Tommy Dreamer si farà squalificare dal suddetto torneo per mandare un forte messaggio ai piani alti della compagnia del Brand dell'Estremo in particolar modo a Tazz commentatore e supervisore del brand dell'estremo, in ogni caso il torneo verrà poi vinto da Elijah Burke quest'ulimo viene sfidato da Punk in un last man standing match con in palio suddetto titolo ma a un passo dalla vittoria, Tazz attaccherà Punk e grazie al suo aiuto Burke menterà la cintura, nel corso delle settimane che seguono inizierà una vera e propria guerra tra il team di Punk & Dreamer & il team di Burke & Tazz il tutto porterà a uno scontro tra le due fazioni a Wrestlemania con in palio il titolo Ecw in un Extreme Rules match, il match viene vinto da Punk che riconquista la cintura ma quest'ultimo in segno di rispetto nei confronti del mentore, decide di darli l'opportunità di riconquistare il titolo Ecw in un match tra loro due subito dopo il match precedente contro Tazz e Burke, dopo un duro e combattutissimo scontro il Match viene vinto da Punk e nel finale Dreamer stringe la mano a Punk in segno di rispetto 

### RTW di Chris Jericho
La RTW di Chris Jericho inizia a Raw dove Y2J diventa il N.1 Contender al titolo Wwe contro John Cena alla Royal Rumble, arrivati al Ppv in questione Jericho si trova a un passo dalla vittoria quando però viene attaccato da un misterioso ceffo mascherato perdendo di fatto la possibilità di conquistare il titolo, nel corso delle settimane che seguono Jericho inizierà ad indagare si chi possa essere il misterioso mascherato tra i vari sospettati ci sono il Gm di Raw Shane McMahon, Shaw Michaels, Jeff Hardy, Finlay, Randy Orton e Mr.Kennedy quest'ultimi sono i maggiori sospettati visto che anche loro hanno fatto parte del Match per decretare il N.1 Contender contro Cena a inizio gioco il tutto porterà a un faccia a faccia tra Jericho e il misterioso ceffo mascherato, nel tentativo di smacheralo Jericho viene attaccato da un altro ceffo mascherato, la sera a dopo a Raw si scopre che i due ceffi mascherati sono proprio Orton & Mr.Kennedy, da qui inizierà una lotta a 4 molto serrata per il titolo Wwe, il tutto si conclude a Wrestlemania in un fatal four way match tra Jericho, Cena, Orton e Kennedy con in palio il suddetto titolo alla fine del Match sarà proprio il Nostro Chris Jericho a vincere e nel finale si prenderà la sua rivincita contro Orton e Kennedy 

### RTW di Undertaker
La RTW di Undertaker inizia a Smack Down, dove Santino Marella e Finlay annunciano l'arrivo di una misteriosa entitatà che sconfiggerà una volta per tutte l'Undetaker nelle settimane che seguono iniziermo una faida con Santino Marella & Finlay, a No Way Out però Undetaker verrà attaccato dalla misteriosa Entità che si rivelà essere The Boogeyman, quest'ulimo lancia la sfida a Undetaker in un Hell in a Cell a Wrestlemania in palio nonc'e solo la Strek del Deadman ma anche i suoi poteri "rubati" da Boogeyman i due si affrontano a Wrestlemania e ad avere la meglio è proprio Undertaker che non solo mantiene intatta la strek ma riesce anche a riconquistare i suoi poteri 

### RTW di Batista & Rey Mysterio
La RTW di Batista & Rey Mysterio inizia a Smack Down dove Batista e Rey diventano i N.1 contender ai titoli di Coppia dello Show azzurro detenuti da Miz e John Morrison nelle settimane che seguono inizierà una faida tra i due team dove alla fine ne usciranno vincitori proprio Batista e Rey conquistando di fatto i titoli di coppia, arrivati alla Rumble al giocatore verrà data la possibilità di continuare il resto della storia o nei panni dell'animale Batista o in quelli del Folletto di San Diego Rey Msyterio, una volta scelto uno dei due protagonisti si parteciperà al Royal Rumble Match dove alla fine vinceremo la rissa reale, nelle settimane che seguono inizieremo una faida con Edge per il titolo Mondiale dei Pesi Massimi, il tutto porterà a un match tra il nostro protagonista e la Rated R Superstar a No Way Out dove conquisteremo il titolo Mondiale, nelle settimane che seguono prima di Wrestlemania si creano molte frizioni tra il nostro protagonista e il nostro tag team parthner, il tutto porterà prima alla perdita di titoli di coppia e poi a una vera e propria rivalità che sfocerà nel main event di Wrestlemania dove affronteremo il nostro ex-tag team parthner con in palio il titolo Massimo, nel finale a seconda della scelta che faremo manterremo il titolo mondiale dei pesi massimi e nel finale ci riappacificheremo con il nostro parther con il pieno sostegno dei fan

## Altre funzioni
- Avremo un nuovo tipo di modalità nel gioco, la Road to WrestleMania, la quale sarà incentrata principalmente sulla strada verso lo show più importante dell'anno
- Per tutti i personaggi, invece, sarà presente la Career Mode: sarà giocabile con ogni wrestler, diva, personaggio sbloccabile e superstar creata e permetterà di scegliere per quale titolo competere e le condizioni di vittoria per ogni match che si disputa. In questo modo si costruirà il proprio personaggio assegnandogli statistiche ed abilità. Il gioco monitorerà quello che faremo nel match e ci darà in base a ciò, punti attributi in forza, resistenza, ecc. La modalità è semplice (non ci sono cutscenes o storylines) ma è un innovativo interessante modo di costruire un personaggio. A seconda di quale superstar selezioneremo per la nostra carriera, avremo diversi titoli per i quali competere. Si sceglierà un percorso e ci verrà presentata una lista di quattro superstar e un campione misterioso in cima. L'obiettivo è quello di sconfiggere tutti fino a che non si arriva al campione. Assieme agli attributi, anche la questione abilità è da tenere in mente: anche queste andranno guadagnate all'interno della Career Mode. Il modo per riuscirci è fare specifiche azioni: ad esempio eseguire 50 attacchi con armi durante la carriera sbloccerà l'Object Ability che permetterà di eseguire grapple con gli oggetti contundenti. Dal jet privato si potrà vedere quali abilità sono nel gioco e come fare per sbloccarle.
- Ledesma ha confermato che quest'anno sì, ci saranno contenuti scaricabili, ma alla domanda se saranno anche wrestler, ha deciso per ora di non rivelarlo.
- L'Online verrà rinforzato e ci sarà la Voice Chat anche per PS3 nell'Online del prossimo gioco.
- Saranno drasticamenti ridotti i tempi di caricamento, in ogni cosa, nel menu, nei match, nella season. Tutto ridotto del 50%. Le entrate non saranno intervallate l'un l'altra da una schermata di caricamento.
- Nelle schermate dei menù sarà possibile, utilizzando la levetta analogica, cambiare brano di sottofondo in qualunque momento, con l'opportunità di ascoltare anche le theme di entrata dei wrestler. Le schermate di caricamento mostreranno le statistiche che abbiamo raggiunto con il wrestler che apparirà a video. Per esempio il nostro record vittorie/sconfitte, il match giocato più spesso, eccetera.
- Il commento sarà migliorato, quest'anno sentiremo anche i nomi dei wrestler che seguiranno l'andamento dell'incontro. I team di commento saranno sempre 3. Ci sarà più eco nella voce dei commentatori (più realistico dunque), ci saranno quattro diversi tipi di pubblico che appariranno nelle arene di gioco. Inoltre quando l'arbitro conterà il pin, la sua voce sembrerà provenire proprio dal ring e non dall'esterno, e non ci saranno più i grandi e fastidiosi numeri al centro dello schermo.
- L'opzione per importare le musiche di ingresso personalizzate, quest'anno è disponibile anche su PS3.
- Ci saranno diversi attire alternativi.
- Ci sarà un'arena sbloccabile e saranno disponibili le arene di SNME e Tribute To The Troops.
- La CAW Mode è stata ulteriormente migliorata, con l'aggiunta di molti altri elementi di personalizzazione e l'introduzione di oggetti in 3D. Infatti da quest'anno gli oggetti, come collane e cinture, non saranno più bidimensionali con un effetto disegno, bensì tridimensionali. Avremo quindi cinture in rilievo e collane che pendono davvero. Le superstar create non saranno più confinate in un quadrato o in una struttura chiusa. Nella schermata di selezione e nel pre match, apparirà un render simile a quello che abbiamo per le Superstars e Divas predefinite.
- Avremo all'interno della modalità "My WWE" la possibilità di cambiare i roster e lo status dei wrestler (face/heel) attreaverso il Roster Editor. Inoltre, con Team Management potremo creare stables in modo più dettagliato, assegnando anche mosse e Finishers di coppia.
- Sarà presente anche un'ulteriore nuova modalità: si tratta dell'Highlight Reel, la quale ci permetterà di registrare prima alcune parti dei nostri match (sequenze di una durata massima di 30 secondi l'una) e poi di riassemblarle/modificarle, per creare un video completamente personalizzato, con la possibilità di aggiungere musiche (anche importate), effetti sonori, effetti grafici, immagini, commenti, cambiare angolazione della telecamere, zoomare, e tanto altro ancora.
- Non sarà invece presente il Create A Championship.

## Modalità di gioco
- L'intelligenza artificiale subirà un drastico miglioramento, con i wrestler che si comporteranno sempre più come si atteggiano nella loro vita reale e soprattutto non eseguiranno le loro mosse in ordine sparso, ma utilizzeranno la loro adeguata preparazione che usano nella realtà per farle. Pensiamo al Flying Elbow Smash di Shawn Michaels, alla Chokeslam di Kane, o all'Old School di The Undertaker.
- La THQ inoltre sta facendo di tutto per rendere il gioco più realistico e più vicino possibile agli show della WWE. Per fare un esempio... quand'è l'ultima volta che avete visto un match terminato con una semplice Boston Crab o una barra al braccio? Nella realtà, se un wrestler sottomette l'avversario in una mossa che non è la sua finisher, praticamente mai cederà. Per anni, nella serie SVR, invece, per esempio facendo diventare rossa la gamba di Shawn Michaels per poi chiuderla nella più semplice delle mosse di sottomissione, HBK si arrenderà, perdendo il match. Ecco, questo non succederà più. Solamente chi avrà la Submission Specialist Ability sarà in grado di far cedere gli avversari a normali mosse di sottomissione, per tutti gli altri invece l'unico modo per vincere by "Give Up" sarà quello di avere una Submission Move come finisher (vedi la STFU di Cena).
- L'anno scorso ogni wrestler aveva due stili di combattimento. Il che però era evidentemente troppo restrittivo. Quest'anno infatti, ogni wrestler avrà invece sei abilità. Per fare un esempio Randy Orton, che l'anno scorso essendo "Dirty" non poteva effettuare ciò che concerneva l'Hardcore Fighting Style, quest'anno invece potrà fare entrambe le cose, oltre ad altre abilità. Potrà infatti togliere le protezioni al paletto, spingere l'arbitro contro l'avversario, utilizzare la sedia in modo più ampio, eccetera.
- Sei abilità per ogni wrestler, abbiamo detto. Queste sei saranno selezionabile tra 20 abilità totali. Eccole:
  - Dirty Pin - Mettere i piedi sulle corde durante un pin
  - Durability - Possibilità di subire più danni prima di indebolirti
  - Fan Favorite - Farsi tifare dalla folla costringendo l'avversario a mettersi le mani sulle orecchie, permettendoti un attacco.
  - Hammer Throw - Irish Whip potente
  - Bloodshed - Autocolpirsi con una sedia, sanguinando, e guadagnando una barra di momentum.
  - Ladder Match Fare specifiche mosse utilizzando la scala.
  - Lock Pick - Rompere le SS Submission Moves avendo pochi o nulli danni
  - Move Theft - Utilizzare la mossa finale degli avversari contro di loro
  - Object Specialist - Mosse e prese con armi e oggetti
  - Outside Dives - Gettarsi fuori dal ring con un volo oltre le corde
  - Possum Pin - Improvviso pin quando il tuo avversario sta per effettuarti una mossa a terra
  - Referee Shield - Usare l'arbitro come scudo e gettarlo addosso a un avversario
  - Springboard - Eseguire mosse in Springboard sul ring
  - Steal Taunt - Rubare il taunt dell'avversario
  - Submission - Fare cedere gli avversari con una mossa di sottomissione anche non finisher
  - Resiliency - Si può essere sconfitti soltanto con una finisher (da non confondere con Durability)
  - Kip-Up - Alzarsi improvvisamente e avere un impeto di adrenalina (Esempi: HBK, Cena, Taker, Kane)
  - K.O. - Si può mandare KO un avversario con una finisher durante il match
  - Cage Match - Fare specifiche mosse utilizzando la gabbia (Cage & HIAC)
  - Evasive Roll - Il "rotolare" degli Highflyers
- Azioni che tutti possono fare: Fists Of Fury (Colpo Combinato); Rimuovere la protezione dal paletto; Mantenere una presa di sottomissione dopo il Rope Break (fino a un conto di 5).
- Come lo scorso anno la levetta analogica sinistra servirà per muoversi mentre la levetta analogica destra servirà per effettuare le prese. Quando un wrestler sarà steso a terra, per far sì che si rialzi, dovremo sempre premere ripetutamente tutti i pulsanti, ma una volta che saremo in ginocchio, saremo in grado di metterci in posizione di guardia tenendo premuto L2 o R2. In pratica, se qualcuno vorrà attaccarci mentre siamo in guardia, potremo rovesciare il colpo e rialzarci. Se per qualche motivo non riuscissimo a rimetterci in piedi e l'avversario continuasse a riempirci di calci, il gioco dopo un po' genererà una contromossa automatica che allontanerà l'avversario e ci darà la chance di rialzarci.
- La THQ ha ulteriormente migliorato il gameplay ed i controlli, i modelli dei personaggi sono più definiti che mai, le cinture si adattano perfettamente alla vita dei wrestler e danno proprio la sensazione di "pesantezza", e l'azione è stata resa ancor più rapida.
- Quest'anno, quando verrà effettuata una finisher, sullo schermo vedremo un effetto di "vetri rotti".
- Verrà sistemata e migliorata la direzione e la precisione dei colpi. Sembrerà che i colpi, quando vanno a segno, colpiscano perfettamente, non di striscio o comunque in modo irrealistico.
- Per la prima volta sarà possibile entrare sul ring passando dai gradoni d'acciaio.
- Le animazioni saranno notevolmente migliorate anche quest'anno. Sia dal punto di vista dell'espressione facciale, sia dal punto di vista delle mosse stesse, le quali saranno meno robotiche e più rapide, immediate e realistiche.
- Nel gioco ora saranno differenziate le "Finishing Moves" dalle "Signature Moves". Con la barra di impatto piena, è possibile eseguire una delle proprie mosse tipiche. Per esempio Randy Orton, con l'avversario a terra, comincerà a calpestare il corpo del rivale un po' dappertutto, con il suo Circle Stomp.
- Il targeting durante gli incontri è stato totalmente rivisto ed ora è più semplice ed intuitivo: il bersaglio infatti cambierà a seconda della direzione in cui ci muoveremo.

## Nuove tipologie di match
- È stato annunciato che nel gioco avremo un nuovo tipo di incontro: l'Inferno Match. In esso, ogni qualvolta che verrà effettuata una mossa che farà impattare l'avversario sul ring, le fiamme, come nella realtà, si alzeranno, e sentiremo anche proprio il rumore di esse in una maniera davvero realistica. Facendo queste manovre, la temperatura del bordo del ring salirà pian piano (e potremo vederla in un piccolo riquadro in basso a sinistra). Essa parte da 185 gradi, e appunto sale gradualmente. Una volta arrivata a 300 gradi, è il momento adatto per gettare l'avversario in mezzo alle fiamme. Per farlo, bisogna eseguire una Strong Grapple e quindi trascinare l'avversario con la levetta analogica sinistra l'avversario verso uno dei quattro lati del ring. Per evitare di essere gettati nelle fiamme, bisognerà premere molto rapidamente una sequenza di tasti che apparirà sullo schermo. Avremo due occasioni per liberarci del pericolo. La prima, a Strong Grapple effettuata, e la seconda a pochi centimetri dalle fiamme. Nel caso non riuscissimo ad evitare di finire bruciati, la telecamerà mostrerà il wrestler rotolare fuori dal ring mentre va a fuoco, prima che gli estintori non plachino le fiamme.
- Il "Backstage Brawl" tornerà in Smackdown vs Raw 2009. Quest'anno ci saranno due posti in cui si potrà combattere: La Gorilla Position (l'area immediatamente vicina all'ingresso dello stage) e il Locker Room. Ci saranno diversi oggetti contundenti: tavoli, scale, sedie, bidoni, estintori, pesi da palestra, filo spinato, Singapore Cane, stampelle, chitarre e la "2x4". Nel frattempo, sarà possibile interagire con l'ambiente: oggetti di metallo, porte, carrelli, TV, ciabatte, cisterne gialle e altre attrezzature.
- Un'altra nuova stipulazione disponibile sarà il Gauntlet Match.

## Informazioni PS2-PSP-Wii-DS
- Le due maggiori funzioni sopra indicate saranno disponibili anche su PS2 e PSP, ma alcune altre saranno esclusive della Next-Gen (come l'Highlight Reel).
- Per quanto riguarda il Nintendo Wii, quest'anno sarà molto più sotto il nostro controllo il movimento delle Superstars con cui giochiamo. Dall'entrata, ai match, al post-match, con la scena di vittoria che sarà interattiva totalmente, saremo noi a decidere cosa fare e a controllare il nostro personaggio esattamente come se il match fosse ancora in corso. Saranno più interattive anche azioni come scalare la gabbia o salire sulla scala.
- Anche per il Nintendo DS si parla di maggior interattività sotto lo stesso punto di vista del Wii e inoltre per il DS avremo una season molto più completa e divertente. Sarà possibile anche creare il proprio wrestler, solo però con un numero di wrestler memorizzabili logicamente inferiore. Già presenti avremo circa 30 Superstars e nuovi incontri come Table, Ladder, Cage. Il gameplay sarà totalmente rivisto e ci permetterà di essere molto più liberi nelle azioni sul ring, nei colpi da sferrare e nelle manovre da eseguire.

## Roster
| Superstar | Superstar | Superstar | Divas                                                                                     | Divas                                | Divas         |
| Raw | SmackDown! | ECW | Raw                                                                                       | SmackDown!                           | ECW           |
| --- | --- | --- | ----------------------------------------------------------------------------------------- | ------------------------------------ | ------------- |
| - Batista - Charlie Haas - Chris Jericho - Chuck Palumbo - CM Punk - Cody Rhodes - Hardcore Holly - JBL - John Cena - JTG - Kane - Kofi Kingston - Lance Cade - Paul London - Randy Orton - Rey Mysterio - Santino Marella - Shad - Shawn Michaels - Snitsky - Ted DiBiase Jr. - William Regal | - Big Daddy V - Big Show - Brian Kendrick - Carlito - Curt Hawkins - Edge - Festus - The Great Khali - Jeff Hardy - Jesse - Jimmy Wang Yang - Mr. Kennedy - MVP - Ric Flair - Shelton Benjamin - Super Crazy - Trevor Murdoch - Triple H - Umaga - The Undertaker - Zack Ryder | - The Boogeyman - Chavo Guerrero - Elijah Burke - Evan Bourne - Finlay - John Morrison - Mark Henry - Matt Hardy - The Miz - Tommy Dreamer | - Ashley - Beth Phoenix - Candice Michelle - Jillian Hall - Layla - Melina - Mickie James | - Maria - Michelle McCool - Victoria | - Kelly Kelly |

## Arene
- Raw
- SmackDown
- ECW
- WWE Saturday Night's Main Event
- WWE Tribute to the Troops
- Royal Rumble (2008)
- No Way Out (2008)
- WrestleMania 24
- Backlash (2008)
- Judgment Day (2007)
- One Night Stand (2007)
- Vengeance: Night of Champions (2007)
- The Great American Bash (2007)
- SummerSlam (2007)
- Unforgiven (2007)
- No Mercy (2007)
- Cyber Sunday (2007)
- Survivor Series (2007))
- Armageddon (2007)

## Accoglienza
La rivista Play Generation lo classificò come il sesto miglior gioco picchiaduro del 2008.